# Hrabstwo Williamson (Illinois)
Hrabstwo Williamson – hrabstwo w USA, w stanie Illinois, z liczbą ludności wynoszącą 61 296, według spisu z 2000 roku. Siedzibą administracji hrabstwa jest Marion.

## Geografia
Według spisu hrabstwo zajmuje powierzchnię 1151 km², z czego 1097 km² stanowią lądy, a 54 km² (4,72%) wody.

### Miasta
- Crab Orchard (CDP)
- Carterville
- Creal Springs
- Herrin
- Hurst
- Johnston City
- Marion

### Wioski
- Bush
- Cambria
- Colp
- Crainville
- Energy
- Spillertown
- Pittsburg
- Whiteash

### Sąsiednie hrabstwa
- Hrabstwo Franklin – północ
- Hrabstwo Saline – wschód
- Hrabstwo Pope – południowy wschód
- Hrabstwo Johnson – południe
- Hrabstwo Union – południowy zachód
- Hrabstwo Jackson – zachód

Stan Illinois na mapie USA

Najszybciej rozwijającym się obszarem w Hrabstwie jest Metro Lakeland położone 88 mil na południowy wschód od St. Louis. Drogi międzystanowe 57 i 24 oraz Trasa Illinois 13 i autostrady wschód-zachód łączą główne miejscowości Murphysboro, Carbondale, Carterville, Herrin, Marion i Harrisburg. Mimo iż populacja hrabstwa nie jest duża, to na obszarze Metro Lakeland 120 000 obywateli Illinois posiada swoje domy. Najważniejszymi obszarami w Metro Lakeland są Carbondale, Herrin i Marion, w których mieszka 57 000 ludzi.

## Historia
Hrabstwo Monroe powstało w 1839 roku z terenów hrabstwa Franklin. Swoją nazwę obrało na cześć innego hrabstwa Hrabstwo Williamson (Tennessee)Hrabstwa Williamson w stanie Tennessee i na cześć Hugh Williamsona, lekarza podczas wojny o niepodległość Stanów Zjednoczonych i delegata Karoliny Północnej do Philadelphia Convention.
Hrabstwo Williamson często jest nazywane „Krwawym Williamson”, z powodu kilku krwawych zajść w historii  hrabstwa: Krwawa Wendeta w 1876 roku, Strajk węglowy w 1906, Masakra Herrin w 1922, Wojna Klanów w 1924, Wojna Birger/Sheltona {gang Karola Birger i Braci Shelton) w 1927.

## Demografia
Według spisu z 2000 roku hrabstwo zamieszkuje 61 296 osób, które tworzą 25 358 gospodarstw domowych oraz 16 964 rodzin. Gęstość zaludnienia wynosi 56 osób/km². Na terenie hrabstwa jest 27 703 budynków mieszkalnych o częstości występowania wynoszącej 25 budynków/km². Hrabstwo zamieszkuje 95,34% ludności białej, 2,49% ludności czarnej, 0,27% rdzennych mieszkańców Ameryki, 0,50% Azjatów, 0,03% mieszkańców Pacyfiku, 0,38% ludności innej rasy oraz 0,98% ludności wywodzącej się z dwóch lub więcej ras, 1,24% ludności to Hiszpanie, Latynosi lub inni.
W hrabstwie znajduje się 25 358 gospodarstw domowych, w których 29,50% stanowią dzieci poniżej 18. roku życia mieszkający z rodzicami, 53,30% małżeństwa mieszkające wspólnie, 10,20% stanowią samotne matki oraz 33,10% to osoby nie posiadające rodziny. 28,90% wszystkich gospodarstw domowych składa się z jednej osoby oraz 13,30% żyje samotnie i ma powyżej 65. roku życia. Średnia wielkość gospodarstwa domowego wynosi 2,35 osoby, a rodziny 2,89 osoby.
Przedział wiekowy populacji hrabstwa kształtuje się następująco: 22,90% osób poniżej 18. roku życia, 8,60% pomiędzy 18. a 24. rokiem życia, 27,90% pomiędzy 25. a 44. rokiem życia, 24,10% pomiędzy 45. a 64. rokiem życia oraz 16,50% osób powyżej 65. roku życia. Średni wiek populacji wynosi 39 lat. Na każde 100 kobiet przypada 93,90 mężczyzn. Na każde 100 kobiet powyżej 18. roku życia przypada 91,70 mężczyzn.
Średni dochód dla gospodarstwa domowego wynosi 31 991 USD, a dla rodziny 40 692 dolarów. Mężczyźni osiągają średni dochód w wysokości 32 386 dolarów, a kobiety 21 570 dolarów. Średni dochód na osobę w hrabstwie wynosi 17 779 dolarów. Około 11,40% rodzin oraz 14,60% ludności żyje poniżej minimum socjalnego, z tego 19,60% poniżej 18. roku życia oraz 10,60% powyżej 65. roku życia.